# Réserve naturelle nationale géologique du Luberon
La réserve naturelle nationale géologique du Luberon (RNN90) est une réserve naturelle nationale située en Provence-Alpes-Côte d'Azur. Classée en 1987, elle occupe une surface de 397,84 hectares et protège 28 sites géologiques datant du Cénozoïque.

## Localisation
Le territoire de la réserve naturelle est dans les départements des Alpes-de-Haute-Provence et de Vaucluse. Il couvre environ 300 hectares répartis sur 20 communes : 
- Alpes-de-Haute-Provence : Aubenas-les-Alpes, Céreste, Montfuron, Montjustin, Oppedette, Reillanne, Revest-des-Brousses, Saint-Maime, Vachères et Villeneuve ;
- Vaucluse : Bonnieux, Cabrières-d'Aigues, Caseneuve, Cheval-Blanc, Cucuron, Murs, Saignon, Saint-Martin-de-Castillon, Saint-Saturnin-d'Apt, Viens.

Une zone de protection de 70 000 hectares a été mise en place autour de ces sites par arrêté préfectoral.

## Écologie (biodiversité, intérêt écopaysager…)
La réserve naturelle a été créée pour protéger 28 sites géologiques de l'ère tertiaire qui se répartissent en 4 catégories : sites à vertébrés, insectes et végétaux fossiles oligocènes, dalles à empreintes de pas de mammifères oligocènes, sites à vertébrés de l'Éocène et du Miocène, sites à invertébrés du Miocène et du Pliocène.

## Administration, plan de gestion, règlement
La réserve naturelle est gérée par le Parc naturel régional du Luberon.

### Outils et statut juridique
La réserve naturelle a été créée par un décret du 16 septembre 1987.